# ابوهاشم جبائی
ابوهاشم عبدالسلام بن محمد بن عبد الوهاب بن سلام ابن خالد بن حمران الجبائی المعتزلی معروف به ابوهاشم جبایی عالم معتزلی بود. وی در سال ۲۷۵ (قمری)/۸۸۸ (میلادی) به دنیا آمد و تحت آموزش پدرش، ابوعلی جبایی، بزرگ شد. وی در علوم کلام مناظره صاحب سبک بود و پیروان معتزلی او را «الهاشمیة» یا «البهشمیة» می‌نامند. وی در سال ۳۲۱ (قمری)/۹۳۳ (میلادی) درگذشت.
یکی از مسائل بحث‌برانگیزی که همواره با نام ابوهاشم همراه بوده، پذیرش چیزی است به نام «حال» که واسطه میان وجود و عدم است. از نظر وی، صفاتی چون عالم و قادر- که در وصف خداوند بکار می‌روند - «احوالی» هستند که به خود نه موجودند و نه معدوم؛ نه معلوم اند و نه مجهول، نه قدیمی اند و نه حادث. وی با ارئه این نظریه در جست و جوی راه میانه ای بود که از یک سوی - همچون شیوه بسیاری از اسلاف معتزلی اش در مسئله صفات الهی - به انکار صفات نینجامد؛ و از سوی دیگر، مجالی برای طرح پرسش دربارهٔ «زیادت صفات یا عینیت آنها با ذات» و نیز «حادث یا قدیم بودن صفات» باقی نگذارد. به هر حال، در تفسیر این دیدگاه و نقد آن، سخن فراوان است.

## آثار
- الشامل در فقه
- تذکرة العالم
- العدة فی أصول در الفقه
- کتاب الابواب الصغیرة
- کتاب انسان
- العوض
- المسائل العسکریات
- النقض علی ارسطاطالیس فی السکون و الفساد
- الطبائع و النقض علی القائلین بها
- الاجتهاد